# Витамин Б1
Витамин Б1 се још назива и тиамин и анеурин. У ћелијама тиамин је коензим пируват декарбоксилазе у реакцијама оксидативне декарбоксилације 2-оксокиселина. Тиме тиамин учествује у творби пирувата, односно пирогрожђане киселине, у ацетил-СоА (ацетил коензим А), који након тога улази у Кребсов циклус - карика аеробног и анаеробног метаболизма.
У исхрани извор тиамина су квасац, млеко, житарице, воће и поврће. Последица недостатка овог витамина је болест звана Берибери, и често се јавља код особа које пате од алкохолизма.